# Migliori marcatori del campionato mondiale maschile di pallacanestro
I Migliori marcatori ai FIBA World Cup è il riconoscimento che la FIBA conferisce ad ogni edizione dei Mondiali di pallacanestro al miglior marcatore del torneo.
Il riconoscimento di miglior realizzatore è assegnato al giocatore che alla fine del torneo ottiene la migliore media-punti a partita (abbreviata in inglese con l'acronimo "PPG": point per game).

## Miglior marcatore del torneo
| Grassetto | MVP del torneo |

| Edizione | Nazionalità    | Nome               | Media punti |
| -------- | -------------- | ------------------ | ----------- |
| 1950     | Spagna         | Álvaro Salvadores  | 13,8        |
| 1954     | Uruguay        | Óscar Moglia       | 18,7        |
| 1959     | Taiwan         | Chen Tsu-li        | 20,1        |
| 1963     | Perù           | Ricardo Duarte     | 23,1        |
| 1967     | Polonia        | Mieczysław Łopatka | 19,7        |
| 1970     | Corea del Sud  | Sin Dong-pa        | 32,6        |
| 1974     | Messico        | Arturo Guerrero    | 27,0        |
| 1978     | Cecoslovacchia | Kamil Brabenec     | 26,9        |
| 1982     | Panama         | Rolando Frazer     | 24,4        |
| 1986     | Grecia         | Nikos Galīs        | 33,7        |
| 1990     | Brasile        | Oscar Schmidt      | 34,6        |
| 1994     | Australia      | Andrew Gaze        | 23,9        |
| 1998     | Spagna         | Alberto Herreros   | 17,9        |
| 2002     | Germania       | Dirk Nowitzki      | 24,0        |
| 2006     | Cina           | Yao Ming           | 25,3        |
| 2010     | Argentina      | Luis Scola         | 27,1        |
| 2014     | Porto Rico     | José Barea         | 22,0        |
| 2019     | Corea del Sud  | Ricardo Ratliffe   | 23,0        |
| 2023     | Slovenia       | Luka Dončić        | 27,0        |